# Парадокс кинетической энергии
Парадокс кинетической энергии — мысленный эксперимент в рамках классической механики, якобы свидетельствующий о нарушении принципа относительности Галилея. При изменении скорости тела приращение его кинетической энергии в одной системе отсчёта не равно приращению в другой системе отсчёта. Отсюда якобы следует существование систем отсчёта, где нарушается закон сохранения энергии, и, вследствие этого, якобы нарушается принцип относительности Галилея.

## Внутренний двигатель
Рассмотрим игрушечный автомобиль с заводной пружиной, которая способна запасать потенциальную энергию {\displaystyle W}. Потерями энергии на трение пренебрежём. Пусть этот запас энергии способен разогнать игрушку до скорости {\displaystyle v}. Перейдём в другую инерциальную систему отсчёта, которая движется относительно Земли навстречу автомобилю со скоростью {\displaystyle v}.
С точки зрения этой системы отсчёта, скорость игрушки до разгона равна {\displaystyle v} и кинетическая энергия равна {\displaystyle W}. Скорость игрушки после разгона равна {\displaystyle 2v} и кинетическая энергия {\displaystyle 4W}. Таким образом, кинетическая энергия автомобиля возросла на {\displaystyle 3W}, что превышает запас энергии в пружине {\displaystyle W}.

### Объяснение парадокса
Парадокс объясняется тем, что в приведённых рассуждениях не учитывается изменение импульса и кинетической энергии Земли в процессе разгона игрушки. Если учесть изменение импульса и кинетической энергии Земли, то парадокс объясняется. Вращательным движением Земли пока пренебрежём.
Перейдём в систему отсчёта, в которой Земля и игрушка вначале неподвижны. После разгона игрушки, в соответствии с законом сохранения импульса, можно записать уравнение {\displaystyle mv+MV=0}, где {\displaystyle m} — масса игрушки, {\displaystyle v} — скорость игрушки, {\displaystyle M} — масса Земли, {\displaystyle V} — скорость Земли. В соответствии с законом сохранения энергии
можно записать уравнение {\displaystyle W={\frac {mv^{2}}{2}}+{\frac {MV^{2}}{2}}}. Выражая скорость Земли {\displaystyle V} из уравнения {\displaystyle mv+MV=0} и подставляя в уравнение {\displaystyle W={\frac {mv^{2}}{2}}+{\frac {MV^{2}}{2}}}, получим {\displaystyle W={\frac {mv^{2}}{2}}\left(1+{\frac {m}{M}}\right)}.
Перейдём затем в систему отсчёта, в которой Земля и игрушка вначале движутся со скоростью {\displaystyle v}. После разгона игрушки, в соответствии с законом сохранения импульса, можно записать уравнение {\displaystyle m(2v)+MV_{1}=(m+M)v}, где {\displaystyle V_{1}} — скорость Земли после разгона игрушки. В соответствии с законом сохранения энергии для изменения кинетической энергии можно записать уравнение {\displaystyle \delta E={\frac {m(2v)^{2}}{2}}+{\frac {MV_{1}^{2}}{2}}-{\frac {(m+M)v^{2}}{2}}}. Выразим скорость Земли {\displaystyle V_{1}} из уравнения {\displaystyle m(2v)+MV_{1}=(m+M)v} и подставим в предыдущее уравнение. Получим {\displaystyle \delta E=3{\frac {mv^{2}}{2}}+{\frac {M}{2}}\left(\left(1-{\frac {m}{M}}\right)^{2}v^{2}-v^{2}\right).} После простых преобразований получим {\displaystyle \delta E={\frac {mv^{2}}{2}}\left(1+{\frac {m}{M}}\right)=W}. То есть и в этом случае изменение кинетической энергии всей системы равно потенциальной энергии пружины {\displaystyle W}.
Изменение кинетической энергии игрушки в новой системе отсчёта в три раза больше, чем в системе отсчёта, связанной с Землёй за счёт того, что оно происходит не только за счёт потенциальной энергии пружины, но и за счёт того, что колёса игрушки в новой системе отсчёта тормозят Землю.
Учтём теперь вызываемое игрушкой вращение Земли. В правой части формулы {\displaystyle W={\frac {mv^{2}}{2}}+{\frac {MV^{2}}{2}}} появится и кинетическая энергия вращения Земли. Она будет того же порядка, что и кинетическая энергия поступательного движения Земли, поэтому в системе отсчёта, где Земля была неподвижной, ею, как и энергией поступательного движения Земли, можно пренебречь и считать, что вся потенциальная энергия пружины превращается в кинетическую энергию игрушки. В системе отсчёта, где скорости игрушки и Земли в начале равны {\displaystyle v}, кинетическая энергия вращения Земли будет такой же, как и в первой системе отсчёта, поскольку изменение угловой скорости Земли одинаково во всех инерциальных системах отсчёта. Поэтому энергией вращения можно пренебречь и во второй системе отсчёта.

## Внешняя сила
Рассмотрим тело массой {\displaystyle m} движущееся со скоростью {\displaystyle v_{1}}. Пусть на это тело в течение некоторого времени {\displaystyle t} действует постоянная сила {\displaystyle F}, направленная по той же прямой, что и скорость {\displaystyle v_{1}}. Она изменяет скорость тела от значения {\displaystyle v_{1}} до значения {\displaystyle v_{2}}. В результате действия этой силы изменение кинетической энергии тела будет равно {\displaystyle {\frac {m}{2}}(v_{2}^{2}-v_{1}^{2})}.
Теперь перейдём в другую систему отсчёта, движущуюся относительно прежней системы отсчёта равномерно и прямолинейно со скоростью {\displaystyle v}, направленной по той же прямой, что и скорость {\displaystyle v_{1}}. В этой системе отсчёта изменение кинетической энергии будет равно {\displaystyle {\frac {m}{2}}((v_{2}-v)^{2}-(v_{1}-v)^{2})={\frac {m}{2}}(v_{2}^{2}-v_{1}^{2})-mv(v_{2}-v_{1})},
то есть будет меньше, чем в первой системе отсчёта, что не согласуется с принципом относительности Галилея.

### Объяснение парадокса
Принцип относительности требует, чтобы в двух рассматриваемых системах отсчёта соблюдались одни и те же физические законы. Таким образом должен выполняться закон сохранения энергии, согласно которому изменение энергии тела должно быть равно работе внешних сил. Поэтому в первой системе должно быть справедливо соотношение {\displaystyle {\frac {m}{2}}(v_{2}^{2}-v_{1}^{2})=Fs}. Здесь {\displaystyle s} — длина пути, пройденного телом в первой системе за то время, в течение которого скорость возросла с {\displaystyle v_{1}} до {\displaystyle v_{2}}. Так как тело движется с ускорением {\displaystyle {\frac {F}{m}}}, то {\displaystyle s=v_{1}t+{\frac {F}{m}}{\frac {t^{2}}{2}}}.
Во второй системе {\displaystyle {\frac {m}{2}}(v_{2}^{2}-v_{1}^{2})-mv(v_{2}-v_{1})=Fs_{1}}. Здесь {\displaystyle s_{1}} — длина пути, пройденного телом во второй системе {\displaystyle s_{1}=(v_{1}-v)t+{\frac {F}{m}}{\frac {t^{2}}{2}}}. Итак, {\displaystyle s-s_{1}=vt}. Так как {\displaystyle {\frac {F}{m}}=a={\frac {(v_{2}-v_{1})}{t}}}, то {\displaystyle t={\frac {m(v_{2}-v_{1})}{F}},s-s_{1}={\frac {mv(v_{2}-v_{1})}{F}}}. Таким образом {\displaystyle F(s-s_{1})=mv(v_{2}-v_{1})}.
Работа внешней силы в первой системе отсчёта настолько больше, чем во второй, насколько изменение кинетической энергии в первой системе больше, чем во второй. Так как в первой системе изменение энергии равно работе внешних сил, то это справедливо и для второй системы. Следовательно, принцип относительности Галилея не нарушен.